# Протефлазід
Протефлазід — найменування лікарського препарату, основним компонентом якого є флавоноїди глікозидів диких злаків — щучки дернистої (Deschampsia cetspitosa L.) та війника наземного (Calamagrostis epigeios L.).[джерело?]
Щодо ефективності препарату триває суперечка. Станом на 2021 рік немає жодних науковометричних міжнародних публікацій щодо клінічно доведеного ефекту.

## Властивості препарату
Виробником заявлена пряма противірусна дія препарату, яка проявляється в здатності впливати на вірус-специфічні ферменти (ДНК-полімераза, тимідинкіназа, зворотня транскриптаза, нейрамінідаза), блокуючи таким чином реплікацію вірусів і перешкоджаючи прогресії інфекційного процесу, та пригнічувати розмноження вірусу у клітині.
Препарат, за заявленими виробниками даними, також здатний виступати індуктором ендогенного інтерферону (α та γ), що сприяє підвищенню стійкості організму до вірусних та бактеріальних інфекцій. Передбачається можливість довготривалого застосування без загрози розвитку рефрактерності (гіпореактивності) та виснаження імунної системи. Клінічними дослідженнями встановлено, що за умови довгострокового щоденного вживання препарату не виникає рефрактерності імунної системи: не спостерігається пригнічення активності α- та γ-інтерферонів, завдяки чому не розвивається порушень імунного статусу людини[джерело?]. Це забезпечує імунологічну безпеку при застосовуванні препарату протягом тривалого часу для лікування рецидивуючих хронічних інфекцій. Виробник також вказує на наявність антиоксидантної та апоптозмодулюючої активності у препарату, тому він може застосовуватися у людей з хронічними інфекційними захворюваннями.

### Побічна дія
Препарат, як правило, не спричинює побічних реакцій. У рідкісних випадках можливі алергічні реакції, головний біль, шлунково-кишкові розлади. У пацієнтів з хронічним гастродуоденітом можливе його загострення, виникнення гастроезофагеального рефлюксу.

### Взаємодія з іншими лікарськими препаратами
Заявлено, що під час клінічного застосування встановлено можливість та доцільність комбінації Протефлазіду з антибіотиками та протигрибковими препаратами для лікування вірусно-бактеріальних і вірусно-грибкових захворювань. Негативних проявів унаслідок взаємодії з іншими лікарськими засобами не встановлено.

### Застосування у період вагітності або годування груддю
При проведенні доклінічних досліджень тератогенного, мутагенного та канцерогенного впливів не виявлено. Клінічний досвід застосування препарату у II та III триместрах вагітності та у період годування груддю негативного впливу не виявив. Проте необхідно дотримуватися правил призначення лікарських засобів у період вагітності або годування груддю, оцінюючи співвідношення користь/ризик.

### Застосування у дітей
Застосування Протефлазіду дітям можливе від народження.